# زغبة إفريقية
الزغبة الأفريقية (الاسم العلمي: Graphiurus) هو جنس من الثدييات يتبع فصيلة الزغبات من رتبة القوارض.